# Gotthard Kettler
Gotthard I Kettler (Anröchte, 2 febbraio 1517 – Jelgava, 17 maggio 1587) (a volte italianizzato in Gottardo) fu il 49º e ultimo Gran Maestro dell'Ordine Livoniano in carica dal 1559 al 1561. Quando l'ordine venne messo sotto pressione dal governo di Ivan IV di Russia ("Ivan il Terribile") nel corso della guerra di Livonia (1558 – 1583), esso venne secolarizzato e Gotthard divenne il primo duca di Curlandia dopo essersi convertito al luteranesimo.

## Ingresso nell'Ordine
Gotthard nacque nei pressi di Anröchte, da una famiglia di antica nobiltá della Vestfalia, nono figlio del cavaliere tedesco Gotthard Kettler di Melrich (menzionato 1527–1556) e di sua moglie Sofia di Nesselrode. Il fratello maggiore di Gotthard, Wilhelm Kettler fu Vescovo di Münster nel periodo 1553–1557.
Dopo essere entrato a far parte dell'Ordine di Livonia, Gotthard Kettler diviene nel 1554 divenne commendatore di Dünaburg, e nel 1557 commendatore di Fellin.

## Gran maestro di Livonia
Arcidiocesi di Riga
     Diocesi di Curlandia
     Diocesi di Dorpat
     Diocesi di Ösel-Wiek
     Possedimenti dell'ordine di Livonia
     Zona contesa tra ordine di Livonia e arcidiocesi di Riga

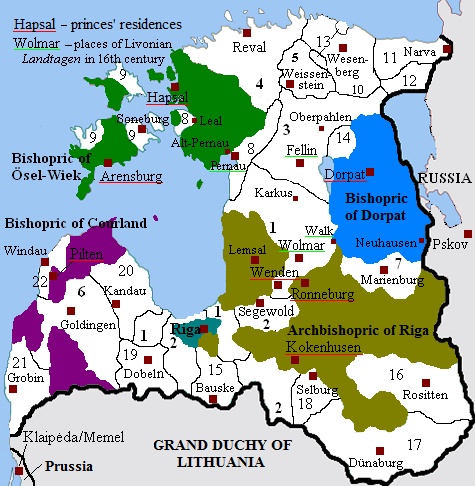
La situazione politica della Livonia prima della guerra omonima:
Arcidiocesi di Riga
Diocesi di Curlandia
Diocesi di Dorpat
Diocesi di Ösel-Wiek
Possedimenti dell'ordine di Livonia
Zona contesa tra ordine di Livonia e arcidiocesi di Riga

Nel 1559, durante la guerra di Livonia (1558–1583) successe a Johann Wilhelm von Fürstenberg come Gran maestro dell'Ordine Livoniano, il quale fu costretto a dimettersi in virtù della sua politica bellica; al contrario di quest'ultimo, che vedeva di buon occhio una collaborazione con Svezia e Danimarca, Kettler orientò la sua politica verso un appoggio sempre più marcato alla confinante monarchia polacca.
Il 31 agosto 1559 a Vilnius con un trattato tra i cavalieri di Livonia e la Confederazione Polacco-Lituana, il nuovo Landmeister affidò le terre dell'Ordine alla protezione del Re di Polonia e Granduca di Lituania Sigismondo II Augusto, cedendo circa un settimo della Livonia: tramite tale accordo, Sigismondo poteva presidiare i suoi castelli più importanti e condividere con lui le conquiste fatte ai danni di Ivan IV.
L'alleanza aveva lo scopo di neutralizzare l'imminente minaccia di annessione delle terre da parte della Russia ma, nonostante l'appoggio militare polacco-lituano del cancelliere Nicolaus Radziwiłł, Gotthard Kettler non fu in grado di impedire l'occupazione della Livonia da parte delle forze russe. Malgrado il trattato infatti, Sigismondo era riluttante a sostenere militarmente l'Ordine di Livonia, tanto che Gotthard Kettler proseguì la sua ricerca di un protettore presso le corti di Danimarca, Norvegia e Sacro Romano Impero.

### Battaglia di Ērģeme
Il 2 agosto 1560 ebbe luogo la battaglia di Ergeme tra le forze russe e quella della Confederazione livoniana. Questa fu l'ultima battaglia combattuta dai cavalieri di Livonia e fu per i russi una importante vittoria durante la campagna militare in terre baltiche. Le truppe russe occuparono Dorpat, Narva e assediarono Tallinn, che nel frattempo aveva chiesto protezione alla Svezia.
L'obiettivo dello Zar Ivan IV era quello di conquistare un accesso al Mar Baltico. L'isola di Saaremaa venne subito occupata dalle truppe unite di Danimarca e Norvegia, portando allo scoppio di un conflitto che sarebbe durato per circa 20 anni tra i principali Stati dell'Europa occidentale.

### La fine dell'Ordine di Livonia
Nel 1560 il Vescovo Johann von Münchhausen vendette per 30.000 talleri la sua diocesi di Ösel-Wiek al re Federico II di Danimarca. Il sovrano danese affidò il territorio al suo fratello più giovane, il Duca Magnus di Holstein, che nello stesso anno sbarcò con un esercito a Saaremaa. Nel 1561, l'esercito svedese sbarcò nella già tribolata Tallinn ed acquisì il controllo della parte settentrionale dell'Estonia. Con la fine del governo da parte dell'ultimo arcivescovo di Riga Guglielmo di Brandeburgo, Riga si rivolse al Sacro Romano Impero e divenne una libera città imperiale dopo secoli di lotte con i cavalieri di Livonia.
In seguito alla disastrosa battaglia di Ērģeme, l'Ordine di Livonia si era talmente indebolito che fu costretto a sciogliersi. Il 28 novembre 1561 a Vilnius, tra Sigismondo II Augusto e il Landmeister Gotthard Kettler, venne stipulato il secondo trattato di Vilnius. Con quest'ultimo, i territori della Livonia, ad eccezione di quelli danesi e svedesi e quelli della libera città imperiale di Riga, si sottomisero a Sigismondo II Augusto con la "subiectionis Pacta" (ducalis Provisio). A sua volta, Sigismondo concesse alla Livonia il "Privilegium Sigismundi Augusti" e la protezione dallo Zarato di Russia.
Gotthard Kettler, che nel frattempo aveva abbracciato segretamente la fede luterana, secolarizzò i territori della Livonia, formalmente subordinati a Sigismondo II Augusto; i territori vennero divisi in Ducato di Livonia e Ducato di Curlandia e Semgallia, come stati vassalli del Granducato di Lituania. Gotthard Kettler, ultimo Landmeister dell'Ordine di Livonia, divenne primo Duca di Curlandia, uno Stato vassallo della Confederazione Polacco-Lituana, ottenendo il titolo per sé e per i suoi eredi e successori. Il ducato includeva tutti i territori precedentemente controllati dai Cavalieri di Livonia tra il Dwina, il mare, la Samogizia e la Lituania settentrionale, ponendo fine così alla presenza dell'Ordine teutonico nel nord-est dell'Europa.
Il 5 marzo 1562 Gotthard Kettler, dopo aver deposto il mantello bianco dell'Ordine teutonico, fece omaggio al Re Sigismondo II Augusto di Polonia, mandandogli un inviato per consegnargli le insegne della sua dignità di Gran maestro di Livonia, compresa la grande croce ed il sigillo, intendendo offrire al Re i titoli ed i privilegi dei Cavalieri di Livonia, le chiavi di Riga e anche il suo mantello di Cavaliere, a simboleggiare il suo abbandono dell'Ordine.
La secolarizzazione dell'Ordine di Livonia fu l'atto finale di transizione della Livonia dal Medioevo alla prima età moderna. Le crociate del Nord erano finite, le guerre del Nord erano cominciate.

## Duca di Curlandia e Semigallia
Kettler istituì innanzitutto il luteranesimo come religione del neonato ducato.
Durante il suo governo, si scontrò numerose volte con l'opposizione degli ex cavalieri dell'Ordine, divenuti ora la classe nobiliare del nuovo ducato, in particolare con l'opposizione del Commendatore di Doblen Matthias von der Recke (a sua volta in grande contrasto con il re svedese Carlo IX). Nel 1570 istituì il Privilegium Gotthardinum, che attribuiva ai nobili il potere giudiziario sui loro territori, e legittimava i proprietari terrieri a considerare servi i contadini che nascevano nei propri feudi, in cambio della loro obbedienza. Su proposta del duca, l'assemblea regionale (landtag) prese inoltre la decisione di costruire 70 nuove chiese e 8 scuole in aree remote del ducato, dove molti popolani ancora vivevano e morivano senza essere battezzati.

### Matrimonio
Gotthard sposò l'11 marzo del 1566 la Duchessa Anna di Meclemburgo (1533 – 4 luglio 1602), figlia del Duca Alberto VII di Meclemburgo-Güstrow e della Principessa Anna di Brandeburgo. Con lei ebbe sette figli, dei quali però tre morirono in giovane età.

## Morte
Morì il 17 maggio 1587 a Mitau (l'attuale Jelgava), all'età di 70 anni. Nel suo testamento, redatto in pochi mesi prima della morte, dispose la suddivisione del ducato fra i due figli maggiori Friedrich e Wilhelm, attribuendo al primo il governo della Semigallia ed al secondo quello della Curlandia. Gli eredi della sua dinastia governeranno il territorio del ducato fino al 1737.